# Eva Viehmann

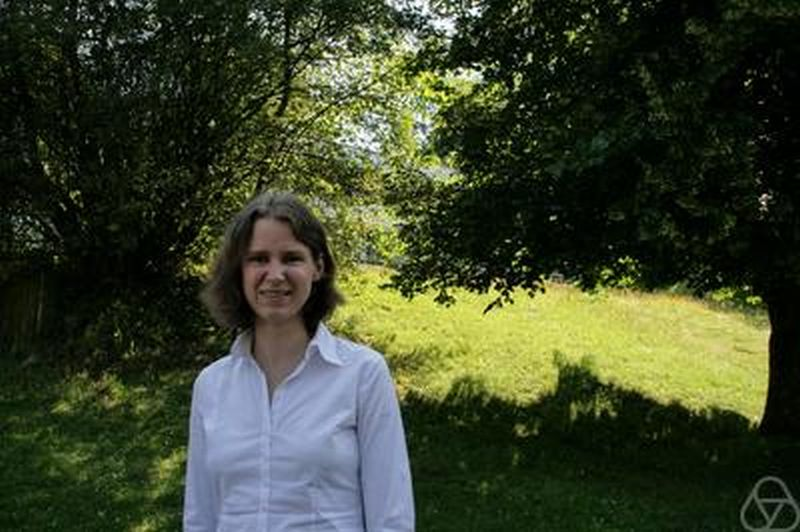
Eva Viehmann, Oberwolfach 2012

Eva Viehmann, geborene Mierendorff (* 1980 in Siegburg) ist eine deutsche Mathematikerin, die sich mit arithmetischer algebraischer Geometrie befasst. Sie ist Trägerin des Gottfried Wilhelm Leibniz-Preises 2024.

## Leben
Viehmann studierte ab 1998 als Stipendiatin der Studienstiftung des deutschen Volkes an der Universität Bonn Mathematik mit Diplom 2003 und Promotion 2005 bei Michael Rapoport (Dissertation: On affine Deligne-Lusztig varieties for {\displaystyle GL_{n}}). Als Post-Doktorandin war sie mit einem Stipendium des DAAD an der Universität Paris-Süd. 2006 bis 2012 war sie wissenschaftliche Mitarbeiterin an der Universität Bonn (ab 2007 als Akademische Rätin auf Zeit), an der sie sich 2010 habilitierte. 2011/12 war sie Heisenberg-Stipendiatin und 2008 an der University of Chicago. Von 2012 bis 2022 war sie Professorin für Algebra an der TU München, danach wechselte sie auf eine Professur für Theoretische Mathematik an der Universität Münster.
Sie befasst sich mit Shimura-Varietäten und dem Langlands-Programm.
2021 wurde Eva Viehmann als Mitglied in die Nationale Akademie der Wissenschaften Leopoldina aufgenommen.
Sie war eingeladene Sprecherin auf dem Internationalen Mathematikerkongress 2018 in Rio de Janeiro (Moduli spaces of local G-shtukas). Sie ist Mitglied der Jungen Akademie der Berlin-Brandenburgischen Akademie der Wissenschaften und der Leopoldina. 2011 erhielt sie einen ERC Starting Grant. 2012 erhielt sie den Von Kaven-Preis. 2005 erhielt sie den Felix Hausdorff Gedächtnispreis der Universität Bonn. 2018 hielt sie die Emmy Noether Lecture der Deutschen Mathematiker-Vereinigung. Viehmann wurde als Trägerin des Gottfried Wilhelm Leibniz-Preises 2024 ausgewählt und 2025 zum Mitglied der Nordrhein-Westfälischen Akademie der Wissenschaften und der Künste gewählt. 

## Schriften (Auswahl)
- The dimension of some affine Deligne-Lusztig varieties, Annales Scientifiques de l'Ecole Normale Supérieure, Band 39, 2006. S. 513–526. Arxiv
- Moduli spaces of p-divisible groups, Journal of Algebraic Geometry, Band 17, 2008, S. 341–374, Arxiv
- Connected components of closed affine Deligne-Lusztig varieties, Mathematische Annalen, Band 340, 2008. S. 315–333. Arxiv
- mit Urs Hartl: The Newton stratification on deformations of local G-shtukas, Journal für die reine und angewandte Mathematik (Crelle's Journal), Band 656, 2011. S. 87–129. Arxiv
- mit Robert Kottwitz: Generalized affine Springer fibers, Journal of the Institute of Mathematics of Jussieu, Band 11, 2012, S. 569–609, Arxiv
- mit U. Hartl: Foliations in deformation spaces of local G-shtukas, Advances in Mathematics, Band 229, 2012, S. 54–78. Arxiv
- Newton strata in the loop group of a reductive group, American Journal of Mathematics, Band 135, 2013, S. 499–518, Arxiv
- mit Torsten Wedhorn: Ekedahl-Oort and Newton strata for Shimura varieties of PEL type. Math. Ann. 356 (2013), no. 4, 1493–1550. Arxiv
- Truncations of level 1 of elements in the loop group of a reductive group, Annals of Mathematics, Band 179, 2014, S. 1009–1040, Arxiv
- mit M. Rapoport: Towards a theory of local Shimura varieties, Münster Journal of Mathematics, Band 7, 2014 (On the occasion of P. Schneider's 60th birthday), S. 273–326, Arxiv
- mit Miaofen Chen, Mark Kisin: Connected components of affine Deligne-Lusztig varieties in mixed characteristic, Compositio Mathematica, Band 151, 2015, S. 1697–1762, Arxiv
- On the geometry of the Newton stratification, Arxiv 2015